# Endfälliges Darlehen
Endfällige Darlehen (auch Festdarlehen, Fälligkeitsdarlehen, interest-only-Darlehen oder englisch bullet repayment) sind Darlehen, bei denen der gesamte Darlehensbetrag erst am Ende der Darlehenslaufzeit fällig wird. Gegensatz zum endfälligen Darlehen sind Tilgungsdarlehen.
Regelfall sind Tilgungsdarlehen, die sich in Annuitätendarlehen und Ratendarlehen unterteilen lassen. Bei diesen erfolgt während der Darlehenslaufzeit aufgrund eines dem Kreditvertrag zugrunde liegenden Tilgungsplans eine regelmäßige Tilgung, die zur permanenten Verminderung des Darlehensbetrages führt. Der Schuldendienst besteht bei diesen aus Tilgung und Zinsen, letztere reduzieren sich während der Laufzeit tilgungsbedingt. Bei endfälligen Darlehen ist der gesamte Darlehensbetrag erst am Ende der Darlehenslaufzeit fällig. Der Schuldendienst besteht daher nur aus gleichbleibend hohen Zinszahlungen, sofern es nicht während der Laufzeit zu Zinsanpassungen kommt.

## Vor- und Nachteile von endfälligen Darlehen
Tilgungsdarlehen sind insbesondere deshalb die Norm, weil sie meist der Finanzierung betrieblicher Investitionen dienen, deren ersparte Abschreibungen zur Tilgung verwendet werden können, so dass sich dadurch das Kreditrisiko des Kreditgebers kontinuierlich vermindert. Das gilt auch bei Verbraucherkrediten, die aus dem Monatseinkommen getilgt werden können.
Bei Festdarlehen kann die Rückführung möglicherweise in einer Summe aus angesparten Liquiditätsreserven des finanzierten Projekts erfolgen. Hier hingegen bleibt das Kreditrisiko während der Laufzeit unverändert. Wegen der für den Kreditnehmer bei Festdarlehen vergleichsweise höheren Zinslast muss es gute Gründe geben, warum keine regelmäßige Tilgung erfolgen soll.
Während bei Tilgungsdarlehen innerhalb der Laufzeit der Kreditnehmer eine tilgungsbedingt konstante Liquiditätsbelastung zu verzeichnen hat, gibt es beim endfälligen Darlehen eine einmalige, hohe Liquiditätsbelastung am Fälligkeitstag. Diese kann etwa durch erwartete Einnahmen aus Verkäufen des Anlage- oder Umlaufvermögens oder durch Anschlussfinanzierungen ausgeglichen werden.

## Immobilienfinanzierung
Charakteristisch sind in der Immobilienfinanzierung die Annuitätendarlehen. Endfällige Darlehen können in der Immobilienfinanzierung gewährt werden, wenn sie mit einem Tilgungsersatz kombiniert werden. Als Tilgungsersatz kommen die Abtretung von Kapitallebensversicherungen, privaten Rentenversicherungen, Bausparverträgen oder Investmentfonds in Frage, wobei die vollständige Rückzahlung aus dem gleichzeitig fällig werdenden Tilgungsersatz gewährleistet ist. Dazu ist erforderlich, dass die Laufzeiten der Immobilienfinanzierung mit der Laufzeit des Tilgungsersatzes harmonisiert werden. Dabei ist die Mindestbesparung Bestandteil des Kreditvertrages.

## Gründe für die Tilgungsfreiheit
Es gibt im Wesentlichen drei Gründe für tilgungsfreie Festdarlehen:

### Einbindung bestehender Verträge in die Finanzierung
Bestehen bereits Kapitallebensversicherungen oder Bausparverträge, so ist es häufig nicht sinnvoll, diese aufzulösen, um das darin angesparte Kapital für die Finanzierung zu nutzen. Stattdessen wird ein Teil des Darlehens tilgungsfrei aufgenommen, und die Kapitalzahlung bei Fälligkeit zur Tilgung genutzt. Der Kreditvertrag war dann eine Zwischenfinanzierung bis zur Fälligkeit des Vertrags.

### Steuerliche Motive
Bei vermieteten Immobilien sind die Schuldzinsen steuerlich als Kosten abzugsfähig. Nach altem Recht waren die Erträge aus Lebensversicherungen nach 12 Jahren steuerfrei. Aus diesem Grund war es für Steuerpflichtige mit entsprechender Steuerlast sinnvoll, eine Tilgungsaussetzung zu vereinbaren.

### Zinsdifferenzgeschäfte
Die Anlage in Aktienfonds bietet statistisch eine Risikoprämie in Höhe von ca. 2 % auf sichere Anlagen. Eine Kreditaufnahme mit Tilgungsaussetzung und Tilgung durch Fonds ist häufig motiviert durch den Wunsch, eine positive Zinsdifferenz zu erwirtschaften (Zinsdifferenzgeschäft). Dies ist jedoch mit entsprechenden Risiken verbunden. Wenn die Wertentwicklung des Investmentfonds geringer ist als erwartet, dann entsteht am Ende der Darlehenslaufzeit eine Finanzierungslücke, weil der Wert der Investmentanteile geringer ist als die dann fällige Darlehensschuld.
Bei einer sicheren Geldanlage (z. B. Lebensversicherung, Bausparvertrag) besteht aber meist eine negative Zinsdifferenz, d. h. die gezahlten Zinsen übersteigen die gleichzeitig erwirtschafteten Erträge. Ökonomisch führt eine Tilgungsaussetzung daher typischerweise zu einer Verteuerung des Kredits.

## Beispiele
Tilgungsplan für ein Festdarlehen von 100.000 Euro mit einem Festzinssatz von 5,00 % p. a. und einer Laufzeit von 5 Jahren.
| Jahr   | Restschuld   | Zins        | Tilgung      | jährliche Rate (Zins + Tilgung) |
| ------ | ------------ | ----------- | ------------ | ------------------------------- |
| 1      | 100.000,00 € | 5.000,00 €  | 0,00 €       | 5.000,00 €                      |
| 2      | 100.000,00 € | 5.000,00 €  | 0,00 €       | 5.000,00 €                      |
| 3      | 100.000,00 € | 5.000,00 €  | 0,00 €       | 5.000,00 €                      |
| 4      | 100.000,00 € | 5.000,00 €  | 0,00 €       | 5.000,00 €                      |
| 5      | 100.000,00 € | 5.000,00 €  | 100.000,00 € | 105.000,00 €                    |
|        |              |             |              |                                 |
| Summen |              | 25.000,00 € | 100.000,00 € | 125.000,00 €                    |

## Vergleich mit anderen Darlehensarten
Tilgungspläne für die drei gängigsten Darlehensarten: Kapital: 100.000 Euro, Zinssatz: 5,00 % p. a., Laufzeit: 5 Jahre
| Jahr   | Restschuld | Zins     | Tilgung   | Annuität  |
| ------ | ---------- | -------- | --------- | --------- |
| 1      | 100.000 €  | 5.000 €  | 20.000 €  | 25.000 €  |
| 2      | 80.000 €   | 4.000 €  | 20.000 €  | 24.000 €  |
| 3      | 60.000 €   | 3.000 €  | 20.000 €  | 23.000 €  |
| 4      | 40.000 €   | 2.000 €  | 20.000 €  | 22.000 €  |
| 5      | 20.000 €   | 1.000 €  | 20.000 €  | 21.000 €  |
|        |            |          |           |           |
| Summen |            | 15.000 € | 100.000 € | 115.000 € |

| Jahr   | Restschuld | Zins     | Tilgung      | Annuität  |
| ------ | ---------- | -------- | ------------ | --------- |
| 1      | 100.000 €  | 5.000 €  | 18.097 €     | 23.097 €  |
| 2      | 81.903 €   | 4.095 €  | 19.002 €     | 23.097 €  |
| 3      | 62.901 €   | 3.145 €  | 19.952 €     | 23.097 €  |
| 4      | 42.949 €   | 2.147 €  | 20.950 €     | 23.097 €  |
| 5      | 22.000 €   | 1.100 €  | 22.000 €     | 23.100 €  |
|        |            |          |              |           |
| Summen |            | 15.488 € | 100.000,00 € | 115.488 € |

| Jahr   | Restschuld | Zins     | Tilgung   | Annuität  |
| ------ | ---------- | -------- | --------- | --------- |
| 1      | 100.000 €  | 5.000 €  | 0 €       | 5.000 €   |
| 2      | 100.000 €  | 5.000 €  | 0 €       | 5.000 €   |
| 3      | 100.000 €  | 5.000 €  | 0 €       | 5.000 €   |
| 4      | 100.000 €  | 5.000 €  | 0 €       | 5.000 €   |
| 5      | 100.000 €  | 5.000 €  | 100.000 € | 105.000 € |
|        |            |          |           |           |
| Summen |            | 25.000 € | 100.000 € | 125.000 € |